# Yann Michael Yao
Yann Michael Yao (Dabou, 20 giugno 1997) è un calciatore ivoriano, attaccante dello Skalica.

## Caratteristiche tecniche
È un'ala sinistra.

## Carriera
Cresciuto nella squadra locale del Denguélé, nel 2017 è approdato in Europa firmando con gli austriaci del Floridsdorfer, militanti nella seconda divisione austriaca. Dopo una sola stagione si è trasferito al Paide in Estonia dove ha trovato fin da subito un posto nella formazione titolare mettendosi in risalto nella Meistriliiga 2019 con 11 reti e 12 assist in 29 partite. Il 23 gennaio 2020 è stato acquistato dallo Spartak Trnava.

## Statistiche
Statistiche aggiornate al 21 novembre 2020.

### Presenze e reti nei club
| Stagione        | Squadra         | Campionato      | Campionato | Campionato | Coppe nazionali | Coppe nazionali | Coppe nazionali | Coppe continentali | Coppe continentali | Coppe continentali | Altre coppe | Altre coppe | Altre coppe | Totale | Totale | Totale |
| Stagione        | Squadra         | Comp            | Pres       | Reti       | Comp            | Pres            | Reti            | Comp               | Pres               | Reti               | Comp        | Pres        | Reti        | Pres   | Reti   |        |
| --------------- | --------------- | --------------- | ---------- | ---------- | --------------- | --------------- | --------------- | ------------------ | ------------------ | ------------------ | ----------- | ----------- | ----------- | ------ | ------ | ------ |
| 2017-2018       | Floridsdorfer   | 1L              | 1          | 0          | CA              | 0               | 0               |                    | -                  | -                  |             | -           | -           | 1      | 0      |        |
| 2018            | Paide           | ML              | 32         | 4          | CD              | 1               | 0               |                    | -                  | -                  |             | -           | -           | 33     | 4      |        |
| 2019            | Paide           | ML              | 29         | 11         | CD              | 1               | 0               |                    | -                  | -                  |             | -           | -           | 30     | 11     |        |
| 2019-2020       | Spartak Trnava  | SL              | 11         | 0          | CS              | 0               | 0               |                    | -                  | -                  |             | -           | -           | 11     | 0      |        |
| 2020-2021       | Spartak Trnava  | SL              | 14         | 2          | CS              | 0               | 0               |                    | -                  | -                  |             | -           | -           | 14     | 2      |        |
| Totale carriera | Totale carriera | Totale carriera | 87         | 17         |                 | 2               | 0               |                    | -                  | -                  |             | -           | -           | 89     | 17     |        |